# بيليه (فلم 2021)
بيليه (بالإنجليزية: Pelé) هو فيلم وثائقي عن السيرة الذاتية لعام 2021 عن لاعب كرة القدم البرازيلي بيليه. تم إنتاج الفيلم وتوزيعه بواسطة نتفليكس وإخراج بن نيكولز وديفيد تريهورن. عمل كيفن ماكدونالد وجون أوين وجوناثان روجرز كمنتجين تنفيذيين.
تم إصدار فيلم بيليه في 23 فبراير 2021.

## الملاحظات
1. ↑  بيليه هو الاسم الشائع لإدسون أرانتيس دو ناسيمنتو.[1]

## وصلات خارجية
- بيليه (2021)  في قاعدة بيانات الأفلام على الإنترنت (بالإنجليزية)
- بيليه (2021) في روتن توميتوز. (بالإنجليزية)